# Diogo Álvares Correia
Pour les articles homonymes, voir Alvares et Correia.
Diogo Álvares Correia (Viana do Castelo, Portugal, 1475 - Mata de São João (Tatuapara), Bahia, 5 octobre 1557) est un aventurier et un navigateur portugais qui passa toute la vie entre les Indiens du Brésil et facilita ses contacts avec les premiers administrateurs et missionnaires. Echoué dans la baie de São Salvador (Brésil) en 1510, à la suite d’un naufrage, il impressionne les Indiens Tupinambas en tirant des coups de feu, ce qui lui vaut le surnom de Caramuru (« murène »). Il est considéré comme étant le fondateur de la commune baianaise de Cachoeira.

## Biographie
Il se taille un petit empire grâce à son mariage avec la fille d’un chef de tribu, à l'intérieur de la capitainerie de Bahia et reste vassal du roi du Portugal. Avec d’autres colons portugais il exploite le brésil (bois qui donne une teinture rouge) et le vend aux Européens.
Caramuru fut le premier Européen à vivre au Brésil commençant le processus de  mélange de races qui différencie ce pays du reste du monde.
Originaire de Viana do Castelo au nord du Portugal, né aux environs de 1475, il aborda à Bahia entre 1509 et 1511 dans le naufrage d'une embarcation française. Certains historiens disent que : « Voyageant pour São Vicente aux environs de 1510, le noble de la Maison royale, Diogo Ávares, naufragea à proximité du Rio Vermelho, dans la Baía de Todos os Santos (Baie de Tous les Saints). Ses compagnons furent tués par les Tupinambás mais il parvint à survivre et vécut parmi les Indiens  qui lui donnèrent  le surnom de Caramuru ce qui signifie morée. »
Il fut bien reçu par les Tupinambás dont le chef lui donna sa fille, appelée Paraguaçu. Durant soixante ans, il maintint contact avec les bateaux européens qui abordaient Bahia. Les relations commerciales avec la Normandie lui firent visiter la France entre 1526 et 1528. Sa femme y fut baptisée à Saint-Malo prenant le nom de Catherine du Brésil, en honneur à Catherine des Granches, épouse de Jacques Cartier, sa marraine. En même temps, on baptisa une autre Indienne tupinambá, Perrine, ce qui confirme la légende selon laquelle plusieurs Indiennes, par jalousie, se jetèrent à la mer pour accompagner Caramuru dans son voyage en France avec Paraguaçu.
Durant le gouvernement du donataire de la capitainerie de Bahia, Francisco Pereira Coutinho, il reçut une importante concession de terres (sesmaria), pour avoir exercé la fonction de médiateur entre les colons et les Indiens. Il ne réussit pourtant pas à éviter la mort de Pereira Coutinho à Itaparica.
Connaissant les coutumes des natifs, il facilita le contact entre ceux-ci et les premiers missionnaires  et administrateurs. En 1548, comme Jean III de Portugal avait l'intention d'instituer le Gouvernement Général, il lui conseilla  de créer les conditions pour que l'expédition initiale soit bien reçue; ce qui montre l'influence  qu'il avait atteint.
Tomé de Sousa arma chevaliers trois de ses fils  (Gaspar, Gabriel et Jorge) et un de ses gendres (João de Figueiredo) pour services rendus à la couronne portugaise.
Il offrit une importante collaboration aux jésuites servant d'interprète dans leurs sermons et leur enseignement.
Catherine Paraguaçu et Caramuru eurent plusieurs enfants  – Ana, Genebra, Apolônia, Graça, Gabriel, Gaspar e Jorge Álvares- qui se marièrent avec  des portugais venus avec Martim Afonso de Sousa, dont descendent les plus grandes familles de l'aristocracie baianaise entre lesquels les Garcia d'Ávila  de la Casa da Torre. 
Il fut enterré au monastère de Jésus, des jésuites, à Salvador où, plus tard, sa femme fut enterrée aussi.